# Coenosia hamaticauda
Coenosia hamaticauda är en tvåvingeart som beskrevs av Zheng, Xue och Tong 2004. Coenosia hamaticauda ingår i släktet Coenosia och familjen husflugor. Inga underarter finns listade i Catalogue of Life.